# Campionati europei di ciclismo su pista 2023 - Omnium maschile
L'omnium maschile ai Campionati europei di ciclismo su pista 2023 si svolse l'11 febbraio 2023 presso il Velodrome Suisse di Grenchen, in Svizzera.

## Risultati

### Scratch
| Pos. | Atleta               | Nazione       | Giri persi | Punti evento |
| ---- | -------------------- | ------------- | ---------- | ------------ |
| 1    | Jan-Willem van Schip | Paesi Bassi   |            | 40           |
| 2    | Sebastián Mora       | Spagna        |            | 38           |
| 3    | Rotem Tene           | Israele       |            | 36           |
| 4    | João Matias          | Portogallo    |            | 34           |
| 5    | Simone Consonni      | Italia        |            | 32           |
| 6    | Bertold Drijver      | Ungheria      |            | 30           |
| 7    | Valère Thiébaud      | Svizzera      |            | 28           |
| 8    | Lindsay De Vylder    | Belgio        |            | 26           |
| 9    | Roger Kluge          | Germania      |            | 24           |
| 10   | William Perrett      | Gran Bretagna |            | 22           |
| 11   | Benjamin Thomas      | Francia       |            | 20           |
| 12   | Christos Volikakis   | Grecia        |            | 18           |
| 13   | Tim Wafler           | Austria       |            | 16           |
| 14   | Szymon Sajnok        | Polonia       |            | 14           |
| 15   | Aivaras Mikutis      | Lituania      |            | 12           |
| 16   | Jack Bernard Murphy  | Irlanda       |            | 10           |
| 17   | Daniel Crista        | Romania       |            | 8            |
| 18   | Jan Voneš            | Rep. Ceca     |            | 6            |
| 19   | Niklas Larsen        | Danimarca     |            | 4            |
| 20   | Kyrylo Carenko       | Ucraina       |            | 2            |
| 21   | Gustav Johansson     | Svezia        | –1         | 1            |
| 22   | Martin Chren         | Slovacchia    | ritirato   | –39          |
| 23   | George Nemilostivijs | Lettonia      | ritirato   | –39          |

### Corsa tempo
| Pos. | Atleta               | Nazione       | Punti in corsa | Punti evento |
| ---- | -------------------- | ------------- | -------------- | ------------ |
| 1    | Jack Bernard Murphy  | Irlanda       | 32             | 40           |
| 2    | Benjamin Thomas      | Francia       | 26             | 38           |
| 3    | Valère Thiébaud      | Svizzera      | 24             | 36           |
| 4    | William Perrett      | Gran Bretagna | 22             | 34           |
| 5    | Sebastián Mora       | Spagna        | 22             | 32           |
| 6    | Jan-Willem van Schip | Paesi Bassi   | 21             | 30           |
| 7    | Simone Consonni      | Italia        | 21             | 28           |
| 8    | Jan Voneš            | Rep. Ceca     | 21             | 26           |
| 9    | João Matias          | Portogallo    | 2              | 24           |
| 10   | Niklas Larsen        | Danimarca     | 1              | 22           |
| 11   | Lindsay De Vylder    | Belgio        | 1              | 20           |
| 12   | Roger Kluge          | Germania      | 1              | 18           |
| 13   | Tim Wafler           | Austria       | 1              | 16           |
| 14   | Christos Volikakis   | Grecia        | 0              | 14           |
| 15   | Daniel Crista        | Romania       | 0              | 12           |
| 16   | Aivaras Mikutis      | Lituania      | 0              | 10           |
| 17   | Bertold Drijver      | Ungheria      | 0              | 8            |
| 18   | Rotem Tene           | Israele       | 0              | 6            |
| 19   | Gustav Johansson     | Svezia        | 0              | 4            |
| 20   | Szymon Sajnok        | Polonia       | 0              | 2            |
| 21   | Kyrylo Carenko       | Ucraina       | 0              | 1            |
| 22   | Martin Chren         | Slovacchia    | 0              | 1            |
| 23   | George Nemilostivijs | Lettonia      | –20            | 1            |

### Corsa a eliminazione
| Pos. | Atleta               | Nazione       | Punti evento |
| ---- | -------------------- | ------------- | ------------ |
| 1    | Benjamin Thomas      | Francia       | 40           |
| 2    | Simone Consonni      | Italia        | 38           |
| 3    | Roger Kluge          | Germania      | 36           |
| 4    | Niklas Larsen        | Danimarca     | 34           |
| 5    | Jan-Willem van Schip | Paesi Bassi   | 32           |
| 6    | Sebastián Mora       | Spagna        | 30           |
| 7    | Lindsay De Vylder    | Belgio        | 28           |
| 8    | William Perrett      | Gran Bretagna | 26           |
| 9    | Szymon Sajnok        | Polonia       | 24           |
| 10   | Tim Wafler           | Austria       | 22           |
| 11   | Jan Voneš            | Rep. Ceca     | 20           |
| 12   | Gustav Johansson     | Svezia        | 18           |
| 13   | Rotem Tene           | Israele       | 16           |
| 14   | Valère Thiébaud      | Svizzera      | 14           |
| 15   | Christos Volikakis   | Grecia        | 12           |
| 16   | Aivaras Mikutis      | Lituania      | 10           |
| 17   | João Matias          | Portogallo    | 8            |
| 18   | Daniel Crista        | Romania       | 6            |
| 19   | Bertold Drijver      | Ungheria      | 4            |
| 20   | Jack Bernard Murphy  | Irlanda       | 2            |
| 21   | George Nemilostivijs | Lettonia      | 1            |
| 22   | Kyrylo Carenko       | Ucraina       | 1            |
| 23   | Martin Chren         | Slovacchia    | 1            |

### Corsa a punti
| Pos. | Atleta               | Nazione       | Scratch | Tempo | Eliminazione | Subtotale | Punti giro | Punti sprint | Ordine d'arrivo | Punti totali |
| ---- | -------------------- | ------------- | ------- | ----- | ------------ | --------- | ---------- | ------------ | --------------- | ------------ |
| 1    | Benjamin Thomas      | Francia       | 20      | 38    | 40           | 98        | 40         | 24           | 21              | 162          |
| 2    | Simone Consonni      | Italia        | 32      | 28    | 38           | 98        | 40         | 8            | 11              | 146          |
| 3    | William Perrett      | Gran Bretagna | 22      | 34    | 26           | 82        | 40         | 14           | 10              | 136          |
| 4    | Roger Kluge          | Germania      | 24      | 18    | 36           | 78        | 40         | 16           | 2               | 136          |
| 5    | Sebastian Mora       | Spagna        | 38      | 32    | 30           | 100       | 20         | 9            | 22              | 129          |
| 6    | Jan-Willem van Schip | Paesi Bassi   | 40      | 30    | 32           | 102       | 0          | 4            | 16              | 106          |
| 7    | Lindsay De Vylder    | Belgio        | 26      | 20    | 28           | 74        | 20         | 8            | 3               | 102          |
| 8    | Niklas Larsen        | Danimarca     | 4       | 22    | 34           | 60        | 20         | 10           | 1               | 90           |
| 9    | João Matias          | Portogallo    | 34      | 24    | 8            | 66        | 20         | 3            | 12              | 89           |
| 10   | Valère Thiébaud      | Svizzera      | 28      | 36    | 14           | 78        | 0          | 2            | 17              | 80           |
| 11   | Szymon Sajnok        | Polonia       | 14      | 2     | 24           | 40        | 20         | 5            | 4               | 65           |
| 12   | Tim Wafler           | Austria       | 16      | 16    | 22           | 54        | 0          | 7            | 5               | 61           |
| 13   | Rotem Tene           | Israele       | 36      | 6     | 16           | 58        | 0          | 1            | 14              | 59           |
| 14   | Jack Bernard Murphy  | Irlanda       | 10      | 40    | 2            | 52        | 0          | 2            | 18              | 54           |
| 15   | Jan Voneš            | Rep. Ceca     | 6       | 26    | 20           | 52        | 0          | 0            | 6               | 52           |
| 16   | Daniel Crista        | Romania       | 8       | 12    | 6            | 26        | 20         | 0            | 15              | 46           |
| 17   | Christos Volikakis   | Grecia        | 18      | 14    | 12           | 44        | 0          | 0            | 7               | 44           |
| 18   | Bertold Drijver      | Ungheria      | 30      | 8     | 4            | 42        | 0          | 0            | 9               | 42           |
| 19   | Aivaras Mikutis      | Lituania      | 12      | 10    | 10           | 32        | 0          | 5            | 8               | 37           |
| 20   | Gustav Johansson     | Svezia        | 1       | 4     | 18           | 23        | 0          | 0            | 19              | 23           |
| 21   | Kyrylo Carenko       | Ucraina       | 2       | 1     | 1            | 4         | 0          | 2            | 13              | 6            |
| 22   | Martin Chren         | Slovacchia    | –39     | 1     | 1            | –37       | 0          | 1            | 20              | –36          |
| 23   | George Nemilostivijs | Lettonia      | –39     | 1     | 1            | –37       | –20        | 0            | ritirato        |              |